# Květy války
Květy války (v čínském originále Jinling Shisan Chai) je čínský dramatický film z roku 2011. Režisérem filmu je Zhang Yimou. Hlavní role ve filmu ztvárnili Christian Bale, Ni Ni, Zhang Xinyi, Tong Dawei a Atsuro Watabe.

## Ocenění
Film byl nominován na Zlatý glóbus v kategorii nejlepší cizojazyčný film.

## Obsazení
| Christian Bale   | John Miller      |
| Ni Ni            | Yu Mo            |
| Zhang Xinyi      | Shu              |
| Tong Dawei       | Major Li         |
| Atsuro Watabe    | kolonel Hasegawa |
| Shigeo Kobayashi | Kato             |
| Cao Kefan        | pan Meng         |
| Paul Schneider   | Terry            |